# 因賽特
因赛特（Incyte, Corp），又译英赛德，是一家美国制药公司。

## 历史
1991年成立于加州帕罗奥图，1993年上市。
该公司生产有治疗骨髓纤维化的Jakafi。此外和还和礼来制药开发有治疗类风湿性关节炎的baricitinib，但此药物因安全性问题在2017年4月被FDA禁止销售。